# Birgden II
Birgden II ist eine Ortslage im Stadtteil Lennep der bergischen Großstadt Remscheid  in Nordrhein-Westfalen. Die römische Ordnungsziffer „II“ dient zur Unterscheidung zwischen zwei weiteren Ortslagen (siehe Birgden I und Birgden III) innerhalb der Stadt Remscheid.
Bis zur Eingemeindung nach Remscheid stellte Birgden II eine Außenbürgerschaft von Lennep dar. Birgden II („Bergden“) lag einst am Rande der „Birdener Gemarke“, einem altdeutschen Gemeinschaftswald.

## Lage und Beschreibung
Die aus zwei Häusern bestehende kleine Hofschaft liegt zwischen den Wohnplätzen Greuel und Bökerhöhe nahe der Autobahn A 1. Hier existieren seit Generationen mehrere Gebäude eines Bauernhofs, der heute (2017) Fleischwirtschaft betreibt. Im Jahre 1884 ist das Bauernhaus errichtet worden und seither wird dort in der vierten Generation Landwirtschaft betrieben. In den 30er Jahren des vergangenen Jahrhundert fand man dort auf einem Acker ein Jahrtausende altes Beil, das auf frühes Vorkommen von Menschen dort schließen lässt.

## Naturräume
Ein Stück bergab gibt es am Waldrand einen umzäunten Wiesentümpel mit sehr klarem Wasser, der eine Fläche von etwa 550 m² hat und als Naturdenkmal ausgewiesen ist. Die Biologische Station Mittlere Wupper berichtet über eine „reich strukturierte Röhrichtzone und eine hervorragend ausgeprägte Schwimmblattzone“.
In diesem Stauteich im Einzugsbereich der Eschbachtalsperre und im Quellbereich des Tenter Bachs kommen die recht seltenen Pflanzenarten Schild-Wasserhahnenfuß, Froschbiss, Teichlinse, Haken-Wasserstern, Schnabel-Segge und Sumpf-Weidenröschen vor.

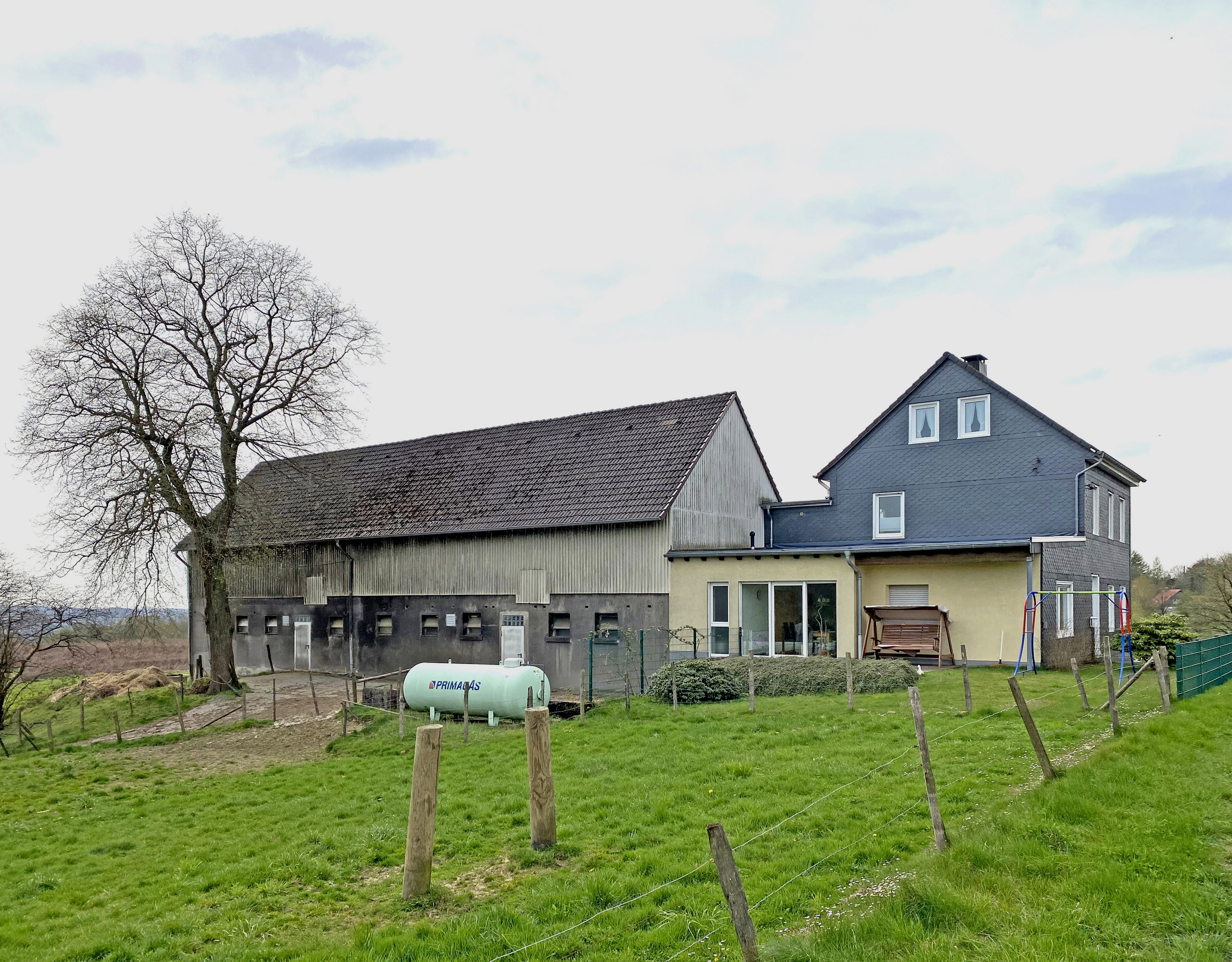
Bauernhof Birgden II Haus 1
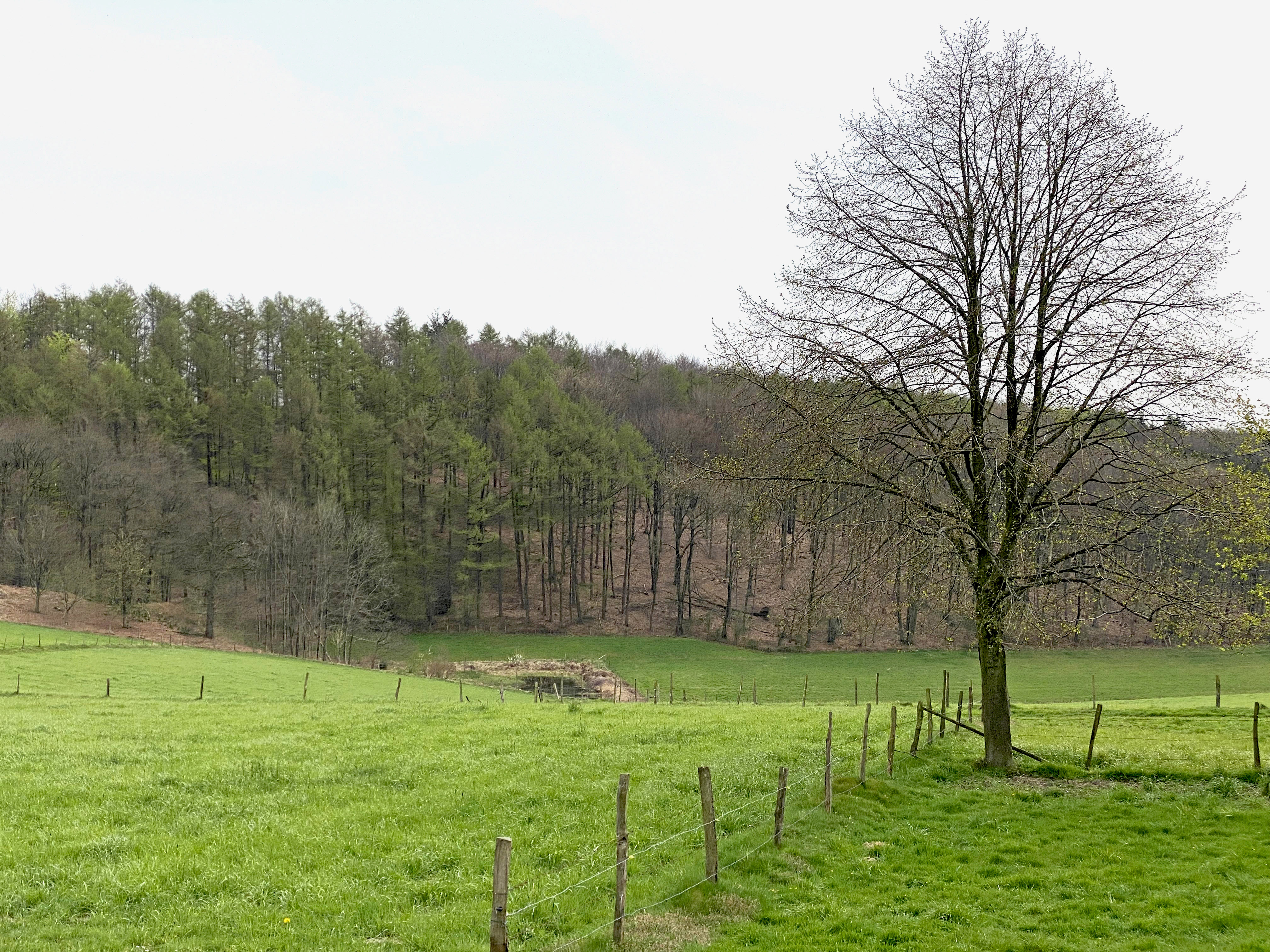
Wiesentümpel im Greueler Siepen
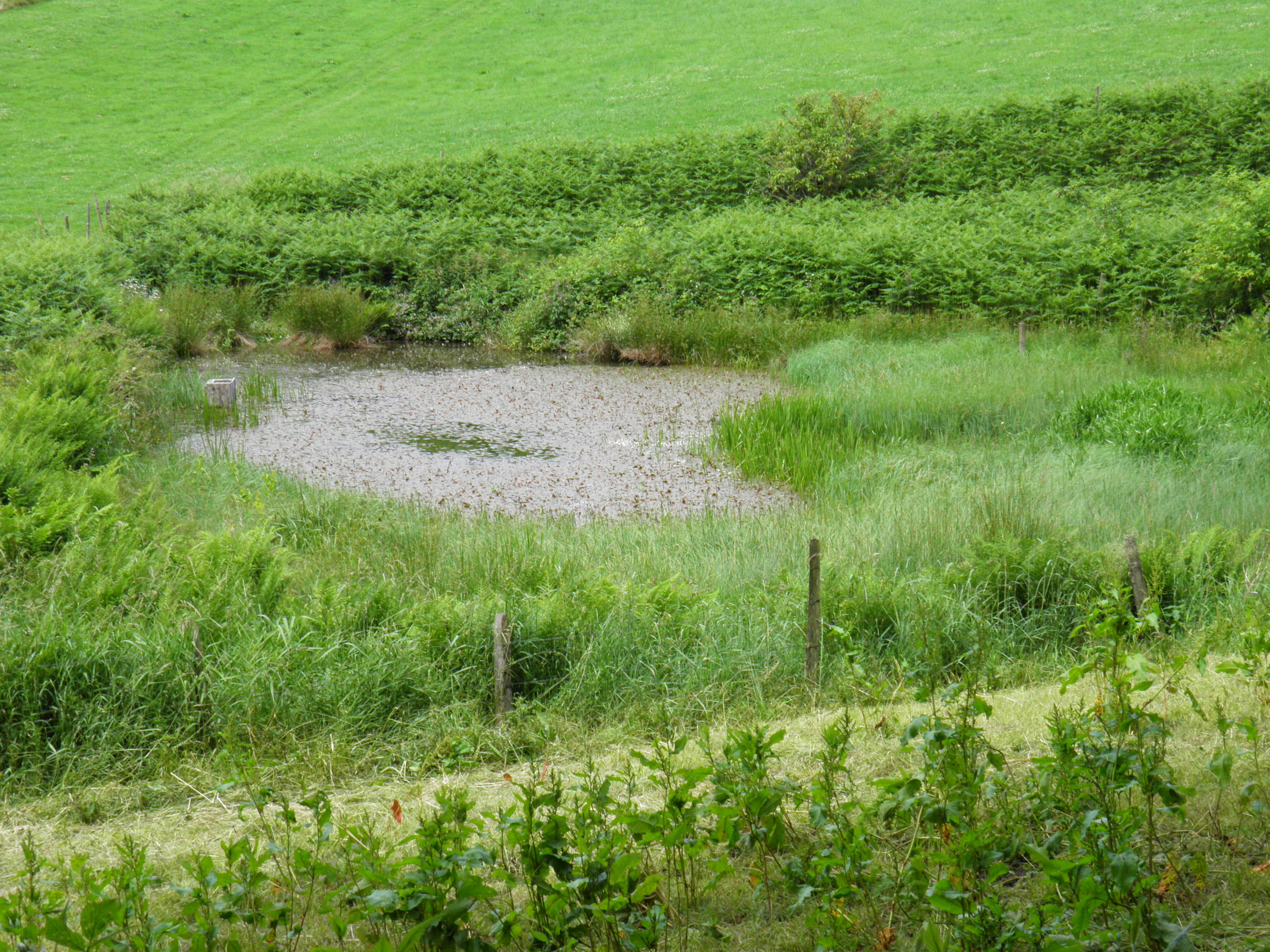
Naturdenkmal Wiesentümpel
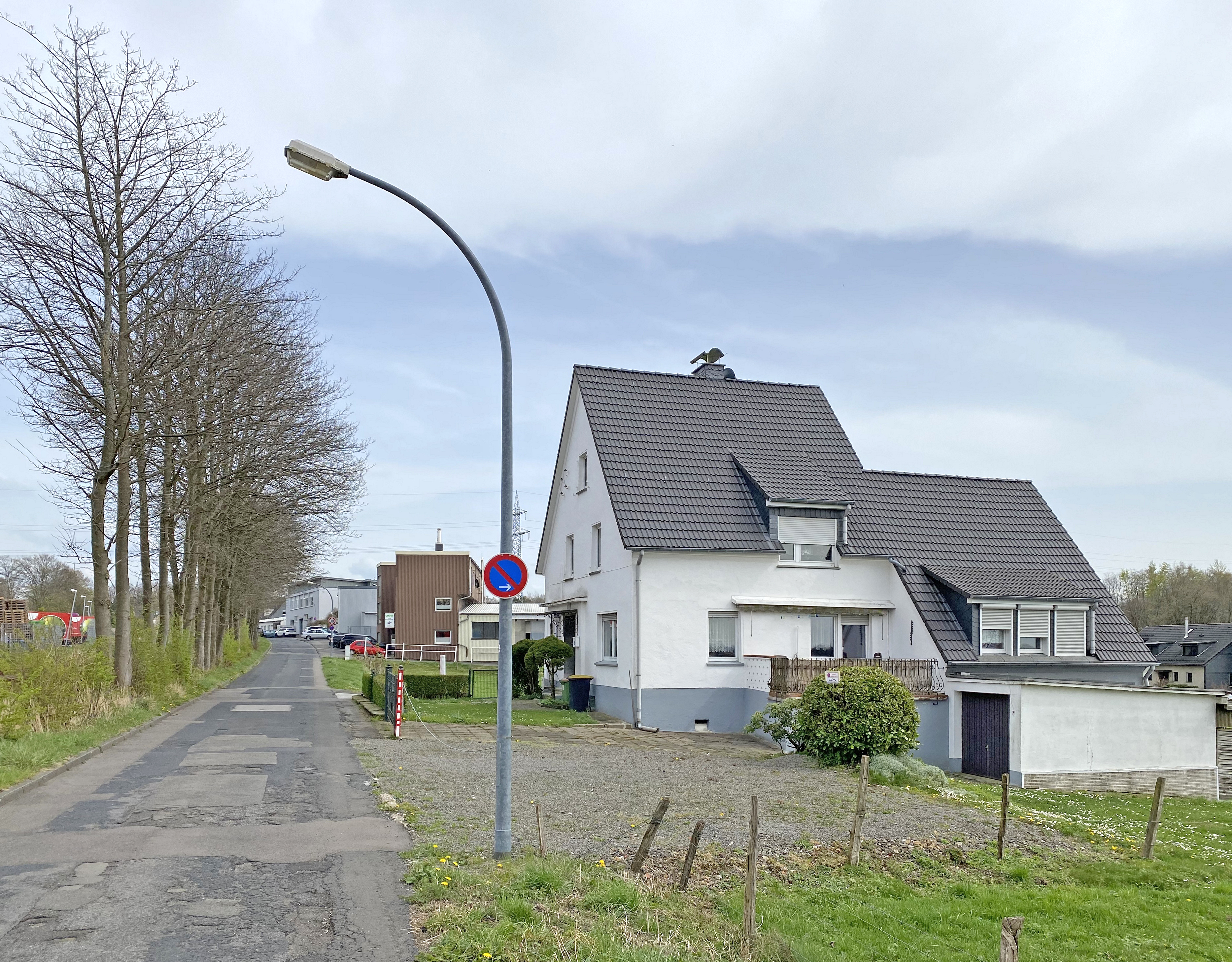
Wohnhaus Birgden II Haus 2